# Pseudomalaquita
La pseudomalaquita es un mineral de cobre del grupo de los minerales fosfatos. Su nombre proviene del griego ψευδής (falso), y malaquita, por su similitud con el carbonato de cobre malaquita. Fue descubierta en 1813 en una mina de las montañas Westerwald, en el estado de Renania-Palatinado (Alemania). Sinónimos poco usados son: ehlita y rhenita.

## Características químicas
Es un fosfato hidroxilado y anhidro de cobre. Es el polimorfo monoclínico de dos minerales con la misma fórmula química pero que cristalizan en otros sistemas: la ludjibaíta y la reichenbachita.
Forma una serie de solución sólida con el mineral cornwallita (Cu5(AsO4)2(OH)4), en la que la sustitución gradual del fósforo por arsénico va dando los distintos minerales de la serie.

## Formación y yacimientos
Es un mineral de génesis secundaria, que se forma en la zona de oxidación de yacimientos de cobre.
Suele encontrarse asociado a otros minerales como: tenorita, piromorfita, malaquita, limonita, crisocola, calcedonia, libethenita, cornetita o cuarzo.